# Оспина (Колумбия)
Оспи́на (исп. Ospina) — город и муниципалитет на юго-западе Колумбии, на территории департамента Нариньо. Входит в состав провинции Ла-Сабана.

## История
Поселение, из которого позднее вырос город, было основано 1 октября 1664 года. Муниципалитет Оспина был выделен в отдельную административную единицу в 1865 году.

## Географическое положение

Муниципалитет Оспина

Город расположен в юго-восточной части департамента, в горной местности Центральной Кордильеры, на расстоянии приблизительно 32 километров к юго-западу от города Пасто, административного центра департамента. Абсолютная высота — 2862 метра над уровнем моря.
Муниципалитет Оспина граничит на севере и северо-востоке с территорией муниципалитета Имуэс, на северо-западе — с муниципалитетом Тукеррес, на западе — с муниципалитетом Сапуес, на юге и юго-востоке — с муниципалитетом Илес. Площадь муниципалитета составляет 64,5 км².

## Население
По данным Национального административного департамента статистики Колумбии, совокупная численность населения города и муниципалитета в 2015 году составляла 8713 человек.
Динамика численности населения муниципалитета по годам:
| 2005 | 2006 | 2007 | 2008 | 2009 | 2010 | 2011 | 2012 | 2013 | 2014 | 2015 |
| ---- | ---- | ---- | ---- | ---- | ---- | ---- | ---- | ---- | ---- | ---- |
| 8221 | 8302 | 8347 | 8403 | 8454 | 8500 | 8547 | 8590 | 8640 | 8679 | 8713 |

Согласно данным переписи 2005 года мужчины составляли 51,2 % от населения Оспины, женщины — соответственно 48,8 %. В расовом отношении белые и метисы составляли 99,1 % от населения города; индейцы — 0,9 %.
Уровень грамотности среди всего населения составлял 91,9 %.

## Экономика
80,3 % от общего числа городских и муниципальных предприятий составляют предприятия торговой сферы, 18,4 % — предприятия сферы обслуживания, 1,3 % — промышленные предприятия.